# Burgos (Isabela)
Pour les articles homonymes, voir Burgos
Burgos est une municipalité de la province d’Isabela, située au nord-est de l'île de Luçon aux Philippines.

## Étymologie
La ville tire son nom du martyr local José Burgos, un prêtre catholique philippin exécuté par les autorités coloniales espagnoles en 1872 lors de la première révolution anti-coloniale aux Philippines.

## Subdivisions
Burgos est politiquement subdivisé en 14 barangays. Chaque barangay est composé de puroks (en) et certains ont des sitios (en).
Un seul barangay est considéré comme urbain (en gras).
- Bacnor East
- Bacnor West
- Caliguian
- Catabban
- Cullalabo del Norte
- Cullalabo del Sur
- Dalig
- Malasin
- Masigun East
- Raniag
- San Antonino (Poblacion (en))
- San Bonifacio
- San Miguel
- San Roque